# Igra
Igra (ros. Игра) – osiedle w Rosji, w Udmurcji, ośrodek administracyjny rejonu igrińskiego. W 2010 liczyło 20 737 mieszkańców.